# カワサキ・EX-4
カワサキ・EX-4（イーエックスフォー）は川崎重工業が1994年から1998年の間、製造していたスポーツタイプのオートバイである。

## 概要
EX-4（EX400B）はGPZ400S（EX400A）の後継機として1994年に販売を開始した。同時発売はZRX。プレスリリースのサーキット走行会で、区間タイムではあるが4気筒車のZRXより速いタイムを記録。雑誌の記事には「ZRXよりも乗りやすい」など載り、評価も高かった。
GPZ400Sのマイナーチェンジモデルで、フレームとエンジンの基本は同じで、デザインと足回りの変更が主である。
日本国外では既にGPZ500S/Ninja500(EX500)として販売されていた車を、日本の中型免許で乗れるよう、排気量398ccとして設計し直したものである。このエンジンの源流は日本国外用アメリカンのEN454（日本版EN400）であり、シリンダーヘッドやピストン、コンロッドなどの設計はGPZ900Rのエンジンを元にしており、ボア×ストロークが同じで排気量がぴったり半分なため、この系統のエンジンは日本国外で“ハーフニンジャ”の異名を取った。（ただし、センターカムチェーンや逆回転クランクとハイボチェーンによる一次減速など、900Rのモジュラーエンジンではない）
水冷DOHC4バルブ、180度クランク、一軸式バランサー装備のエンジンは、出力50ps/10500rpm、最大トルク3.6kgf/9000rpm、定置燃費39km/L(60km/h)と、当時としても400cc並列2気筒ではトップクラスの性能だった。
しかし、安価でよく走るスタンダードバイクとしてロングセラーとなっていく日本国外のEX500と違い、400ccクラスでは4気筒エンジンが当然となっていた当時の日本では、多少の価格差よりも商品性の高さが求められ、二気筒エンジンに前輪シングルディスクや細身の足回り等、豪華さに欠ける装備は支持を得られず、販売側としてもラインナップを埋めるために少数を用意したに過ぎず、地味な存在であった。

## 参考リンク
- バイクヒストリー カワサキEX-4（※記事中のGPZ400Sとのエンジンの比較は誤り。実際には変更点は進角装置のみ）